# Alois 1. af Liechtenstein
Alois 1. Joseph af Liechtenstein (født 14. maj 1759 i Wien, død 24. marts 1805 i Wien) var den 9. fyrste af Liechtenstein fra 1781 til 1805.